# Sajósenye
Sajósenye è un comune dell'Ungheria di 452 abitanti (dati 2001) . È situato nella provincia di Borsod-Abaúj-Zemplén.
Il comune di Sajósenye si trova nella regione storica della Transdanubia, nella pianura della valle del fiume Sajó. La zona è caratterizzata da un clima continentale, con inverni freddi e nevosi e estati calde.
La storia di Sajósenye risale all'epoca medievale, esisteva già al tempo degli Árpáds come tenuta del clan Örösúr. Il primo documento scritto che menziona il comune risale al 1283.
Dalla fine del XVI secolo, Sajósenye divenne disabitata per lungo tempo quando villaggio fu distrutto dai turchi e la popolazione fuggì a causa delle pesanti tasse. Nel corso dei secoli, il comune ha cambiato spesso proprietà ed è appartenuto a diverse famiglie nobili ungheresi. Nel XIX secolo, Sajósenye è diventato un centro agricolo importante della regione.
Attualmente, l'economia del comune è basata principalmente sull'agricoltura e sulla produzione di vino. La zona è famosa per i suoi vini rossi a base di uve Kadarka. Inoltre, il comune ha una piccola industria del legno e alcune attività commerciali.
A Sajósenye ci sono diverse chiese e monumenti storici da visitare, tra cui la chiesa parrocchiale di San Giovanni Battista e il castello di Sajószentpéter, Il più famoso edificio di Sajósenye è il Máriássy Mansion, costruito tra il 1785-95.